# Sinus Viscositatis
Il Sinus Viscositatis è una struttura geologica della superficie della Luna.